# Shirō Yadama
Shirō Yadama (jap. 矢玉 四郎, Yadama Shirō; * 3. Februar 1944 in Beppu, Präfektur Ōita; † 14. Juli 2024) war ein japanischer Kinderbuchautor und -illustrator.

## Leben
Yadama schloss ein Design-Studium an der Universität Chiba ab und arbeitete dann als Mangaka. Er publizierte sogenannte Nonsense Manga in Wochenmagazinen, bis er mit Oshiire no Naka no Mikotan auch Kinderliteratur zu schreiben begann. 1980 entstand Hare Tokidoki Buta, das noch neun Fortsetzungen (Stand: 2014) erhielt und auch als Anime-Film (1988) und 61-teilige Anime-Serie (1997/8) adaptiert wurde. Seine Kinder- und Bilderbücher sind als Nonsense-Literatur gestaltet mit dem Ziel die Einbildungskraft seiner jungen Leser anzuregen. Dazu verwendet er eine Mischschreibung (交ぜ書き, maze gaki), in der für Kinder leichter lesbare Kana anstelle von Kanji verwendet werden.

## Werke
- Hare Tokidoki Buta (はれときどきぶた, engl. „Fair, then Partly Piggy“), 1980
  - Ashita Buta no Hi Buta Jikan (あしたぶたの日ぶたじかん, engl. „Fair, then Partly Piggy“), 1985
  - Boku Tokidoki Buta (ぼくときどきぶた, engl. „Sometimes I'm a Pig“), 1987
  - Boku Heso made Manga (ぼくへそまでまんが), 1990
  - Yume kara Yumenbo (ゆめからゆめんぼ), 1993
  - Hikkosu de Hikkosu (ヒッコスでひっこす), 1998
  - Hare Tokidoki Tako (はれときどきたこ), 2002
  - Hare Tokidoki Ahaha (はれときどきアハハ), 2008
  - Hare Tokidoki Amanojaku (はれときどきあまのじゃく), 2010
  - Hare Tamatama Kobuta (はれたまたまこぶた), 2013
- Oshiire no Naka no Mikotan (おしいれの中のみこたん)
- Neko no Te mo Karinto (ねこの手もかりんと)